# Hideaway (canción de Kiesza)
«Hideaway» —literalmente en español: «Escondite»— es una canción interpretada por la cantante y compositora canadiense Kiesza, incluida en su álbum de estudio debut Sound of a Woman. Fue lanzada el 12 de febrero de 2014, como descarga digital a través de iTunes.

## Lista de canciones
| Descarga digital — sencillo |                         |          |  |
| N.º                         | Título                  | Duración |  |
| 1.                          | «Hideaway» (Radio edit) | 4:11     |  |

## Posicionamiento en listas

### Listas semanales
| Lista (2014)                             | Mejor posición |
| ---------------------------------------- | -------------- |
| Alemania (Media Control AG)              | 5              |
| Australia (ARIA)                         | 25             |
| Austria (Ö3 Austria Top 40)              | 29             |
| Bélgica (Flandes) (Ultratop 50)          | 1              |
| Bélgica (Valonia) (Ultratop 50)          | 3              |
| Canadá (Canadian Hot 100)                | 5              |
| Dinamarca (Tracklisten)                  | 2              |
| Escocia (Scottish Singles Sales Chart)   | 1              |
| Eslovaquia (Rádio Top 100)               | 39             |
| España (Top 100 Canciones)               | 49             |
| Estados Unidos (Billboard Hot 100)       | 51             |
| Estados Unidos (Dance Airplay Billboard) | 3              |
| Estados Unidos (Hot Dance Club Songs)    | 5              |
| Estados Unidos (Mainstream Top 40)       | 17             |
| Francia (SNEP)                           | 24             |
| Grecia (Greece Digital Songs)            | 10             |
| Hungría (Rádiós Top 40)                  | 31             |
| Hungría (Single Top 40)                  | 7              |
| Irlanda (IRMA)                           | 11             |
| Italia (FIMI)                            | 1              |
| Países Bajos (Dutch Top 40)              | 1              |
| Polonia (Polish Airplay Top 100)         | 12             |
| Reino Unido (UK Singles Chart)           | 1              |
| Reino Unido (UK Dance Chart)             | 1              |
| República Checa (Rádio Top 100)          | 39             |
| Suiza (Schweizer Hitparade)              | 5              |